# 貝雷霍韋 (斯卡多夫斯克區)
46°14′54″N 32°6′51″E / 46.24833°N 32.11417°E
贝雷霍韦（羅馬化：Berehove）是位於烏克蘭南部的村莊，由赫爾松州斯卡多夫斯克區的貝赫泰里市鎮負責管轄。該村面積0.06平方公里，海拔高度1米，2001年人口2，人口密度每平方公里33.3人。